# Fradique
Fradique est un prénom masculin portugais pouvant désigner :

## Prénom
- Fradique (en) (né en 1986), réalisateur de film angolais
- Fradique de Menezes (né en 1942), homme politique santoméen

### Personnage
- Fradique Mendes (en), aventurier portugais fictif